# Holden WM
De Holden WM was Holdens opvolger voor de WL-serie en was de luxeserie die naast de gewone VE-serie (Commodore) gelanceerd werd. Het Australische automerk introduceerde beide gelijktijdig.

## Geschiedenis
Aan de ontwikkeling van de geheel nieuwe VE en WM-serie had Holden ruim 1,1 miljard Australische dollar gespendeerd. Van dat bedrag was 190 miljoen AUD aan de WM-serie uitgegeven. Voor het eerst sinds het begin van de Holden Commodore in 1978 waren Holdens series niet op een platform van Opel gebaseerd. Vanwege de exportplannen die voor de Statesman bestonden werden beide series gelijktijdig geïntroduceerd en volgde de luxeserie (WM) niet een paar maanden achterop.
Zoals voordien was de Caprice sportiever dan de Statesman. Dit model kreeg dan ook de 6 liter V8-motor standaard. Verder werd het sportieve ook uiterlijk kenbaar gemaakt met minder chroom dan de Statesman, grotere banden en dergelijke. De modellen in de WM-serie zijn verder rijkelijk uitgerust met Led-achterlichten, Dvd-schermen, Xenonkoplampen en alle moderne rijhulpsystemen.

## Modellen
- Sep 2006: Holden Statesman Sedan
- Sep 2006: Holden Caprice Sedan